# Eudamidas I
Eudamidas I (griego antiguo Εὐδαμίδας, 331–c. 305 a. C.) fue un rey espartano de la  dinastía euripóntida. Era hijo del rey Arquidamo III y hermano menor de Agis III, al que sucedió en 331 a. C. No se sabe nada de su vida antes de su ascensión al trono. Las fuentes antiguas son parcas en detalles sobre su reinado, que califican de pacífico.
Se tiene constancia de que fue a Atenas y que asistió a clases de filosofía cuando Xenócrates estaba al frente de la Academia (339-314 a. C.).
La duración exacta de su reinado es desconocida. Murió probablemente entre 302-301 a. C. y 295-294 a. C.
Se casó con la acaudalada Arquidamia, con la que tuvo dos hijos, Arquidamo IV y Agesístrata. Hay testimonios de que Eudamidas poseía la mitad de la riqueza de su esposa. Pausanias dedica más líneas a Agis II (427-400 a. C.) y a Agesilao II (400-360 a. C.) que a otros reyes como Agis III (338-330 a. C.) y a Eudamidas I, cuyas vidas repasa brevemente, como la «marchitada» dinastía euripóntida.